# Inetd
Inetd ist ein Superserver für Unix-Systeme und ist implementiert als Daemon, der Netzwerk-Sockets abhört und bei Anfrage auf einem bestimmten Port ein voreingestelltes Programm (meist selbst ein Daemon) startet. Es wurde in Version 4.3 der Berkeley Software Distribution (BSD) eingeführt.
Der Inetd-Daemon lauscht stets bestimmte, über eine Konfigurationsdatei einstellbare Netzwerk-Ports ab. Wenn ein Computer aus dem Netzwerk eine Verbindung zu einem dieser Ports aufbaut, nimmt inetd die Anfrage entgegen und leitet alle Daten an das dem Port zugehörige Programm (Inetd-Dienst) weiter. Nach Beendigung der Verbindung stoppt der Inetd-Daemon den Dienst automatisch wieder.
Der entsprechende Serverdienst wird nur auf Verlangen gestartet, was auf dem Serversystem bei nicht häufig verwendeten Diensten Systemressourcen spart. Andererseits muss der Client auf die Anfrage länger warten, weil – im Gegensatz zu einem reinen Daemon – deutlich längere Antwortzeiten entstehen.
Seit einigen Jahren gibt es bereits eine weiterentwickelte und neuere Version des Programmes, die sich xinetd nennt.

## Beispiele
Folgende Dienste werden oft mit inetd verwendet, anstatt eigene Daemonen zu starten:
- FTP-Server
- Druckdaemons wie LPRd oder CUPS
- einfache TCP/UDP-Dienste wie Daytime, Echo